# Rafael Solana
Rafael Solana Salcedo (Veracruz, México, 7 de agosto de 1915 - Ciudad de México., 6 de septiembre de 1992) fue un escritor mexicano que practicó todos los géneros literarios: poesía, cuento, novela, teatro, ensayo, crónica: taurina, teatral, musical, cinematográfica y, su más grande pasión: el periodismo, el cual empezó a ejercer desde los once años de edad.
Estudió en la Escuela Nacional Preparatoria y en las facultades de Derecho y Filosofía y Letras (1930-1937) de la Universidad Nacional Autónoma de México. Con la fundación y dirección de sus revistas Taller Poético (1936-1938) y Taller (1938-1940) propició el nacimiento de una de las generaciones más brillantes de la literatura mexicana, la cual está integrada por Alberto Quintero Álvarez, Efraín Huerta, Octavio Paz, José Revueltas y el mismo Solana, principalmente. Todos ellos destacados miembro de la llamada "Generación de Taller", una de las más importantes de las letras mexicanas del siglo veinte.
Rafael Solana es considerado el renovador del teatro mexicano. Después de Rodolfo Usigli, fue Solana quien se atrevió a romper con la “tradición” en la que “los autores se presentan furiosos contra el gobierno, las costumbres, la familia, los padres, los hijos”, y quien, en la segunda mitad del siglo XX mexicano, cultivó la farsa y la comedia. Solana trazó el camino que dramaturgos como Hugo Argüelles, Jorge Ibargüengoitia, José Fuentes Mares, Tomás Urtusástegui y Víctor Hugo Rascón Banda siguieron después.
Solana durante su estancia en la Universidad, fue alumno de tres de los más importantes personajes de la intelectualidad mexicana y la política nacional de la primera mitad del siglo XX: Vicente Lombardo Toledano, Antonio Caso y Manuel Gómez Morín.
Según el periodista, promotor de la obra de Solana e investigador literario, Claudio R. Delgado, el mayor vicio de Solana fue la lectura, ya que durante su época de estudiante en la Secundaria tres leía "cien libros al mes", afición que le valió ser considerado "uno de los hombres más cultos de México", junto con Jaime Torres Bodet, según señala la periodista, ensayista y académica Carmen Galindo, en la introducción al libro titulado: "La casa de la Santísima y todos los cuentos" de Rafael Solana.     
Varios de los aportes más importante de Rafael Solana dentro de las letras mexicanas, según el periodista e investigador Claudio R. Delgado, son: 
1.- Permitió con la creación de sus revistas Taller Poético y Taller, el surgimiento de escritores –entre ellos él mismo– que lograron brillar con luz propia y modificar el rumbo y desarrollo de la literatura mexicana del siglo XX. 
2.- Como poeta, fue uno de los más destacados de su generación, tanto así que le valió que en algún momento Xavier Villaurriuta lo considerara “un predestinado de la lengua”, un escritor, como se lo dijo Octavio Paz, “dueño de un idioma y un talento nada comunes”. 
3.- Como autor de cuentos o narrativa corta, Solana es uno de los más destacados de México. A su autoría cuentística se deben 22 narraciones, las cuales lo hacen brillar con luz propia, pues para Claudio R. Delgado, Solana en sus cuentos "se distingue por ser un autor que huye de lo dramático, de la manía insistente y en ocasiones fastidiosa de transformar en melodrama lo que observa a través de su aguda crítica; esa realidad que el escritor prefirió retratar a través de su obra y analizar desde lo ridículo, lo satírico, lo gracioso y alegre". 
R. Delgado afirma que las ficciones de Solana, "no tienen en nada de su creación influencias de Juan José Arreola", autor jalisciense, a pesar de que la crítica "especializada" en general se afana por asegurar lo contrario. Es más probable que la influencia cuentística en Solana venga de Efrén Hernández. El cosmopolitismo en los cuentos de Rafael Solana, no se observan en nada dentro de la obra de Arreola, pero además, la temática y la técnica de cada uno de los dos autores, es totalmente distinta, lo mismo las situaciones y los lugares donde se ubican las narraciones.  
De entre los cuentos más destacados de Solana están: El oficleido (cuento considerado un clásico de la narrativa corta mexicana), La trompeta, El concerto, El director, Cirugía de guerra, El crimen de tres bandas, etc. 
4.- Dentro de la novelística citadina o también llamada "novela urbana", Rafael Solana se destaca dentro de ese "genero" con su novela de 1959, El sol de octubre, una de las obras más representativas de inspiración social –junto con Casi el paraíso (1956) de Luis Spota y La región más transparente (1958) de Carlos Fuentes. 
5.- Rafael Solana y Octavio Paz son los dos únicos escritores dentro de su generación, la de Taller, que practicaron el ensayo. Solana se inscribe como un autor dentro de la historia de nuestra literatura, digno de ser estudiado y difundido por la importancia de sus ensayos, por su "critica impresionista", la cual ha sido poco difundida y estudiada, pero a través de la cual se encargó de analizar a personajes tan importantes no sólo de la literatura universal y nacional, sino también de la música como al italiano Giuseppe Verdi o al escritor portugués Eça de Queiroz (padre de la literatura moderna del Portugal), al francés Pierre Loti, al escritor inglés William Somerset Maugham; también dejó interesantísimos ensayos sobre Papá Goriot de Balzac, Oliver Twist de Charles Dickens, sobre todas las comedias de Molière (Tartufo, El burgués Gentilhombre, etcétera); de escritores mexicanos como Alfonso Gutiérrez Hermosillo, sobre el poeta Enrique González Martínez; a estos ensayos le seguirán otros como los dedicados al fotógrafo Manuel Álvarez Bravo, al español Pedro Salinas, a Alberto Quintero Álvarez, a Efraín Huerta, y al español Federico García Lorca. Además de sus ensayos a José Juan Tabalada, López Velarde, etc.  
6.- Rafael Solana escribió para los diarios y revistas más importantes de México durante casi todo el siglo XX, entre ellos destacan: El Universal, Excélsior, El Día, El Nacional, El Popular, El Diario del Sureste. En las revistas Hoy, Mañana y Siempre!; en El Hijo Prodigo, Letras de México, México en el Arte, La vida literaria, Multitudes, Toros y Deportes, etc.  
Según el periodista y promotor de la obra de Rafael Solana, Claudio R. Delgado: "Si alguien preguntara cuál fue el ideal constante que orientó la creación literaria de Solana, habría que responder con lo que él dijo al hacer un balance de su vida, en 1959, al cumplir 30 años como periodista y 25 como escritor: “Verdad, amor, belleza, justicia, serían los cuatro puntos cardinales de mi mapa. Esto sería lo que yo quisiera decir si las fuerzas me alcanzaran para decir algo a los jóvenes cuando alguna vez lean mis obras”.
En 1979, se le otorgó de forma especial el Premio Nacional de Periodismo de México. Fue ganador del Premio Nacional de Ciencias y Artes en el área de Lingüística y Literatura en 1986. Fue fundador de la Asociación Mexicana de Críticos de Teatro la que dirigió hasta su muerte.

## Obras
- Ladera (1934)
- Los sonetos (1937)
- El envenenado (1939)
- La trompeta (1941)
- La música por dentro (1943)
- Los espejos falsarios (1944)
- Leyendo a Lotti (1951)
- La isla de oro (1952)
- Estrella que navega (1953)
- Sólo quedaron las plumas (1953)
- Debiera haber obispas (1954)
- Camerino de segunda (1955)
- A su imagen y semejanza (1957)
- Alas (1958)
- La casa de la santísima (1960)
- El palacio Moderna (1960)
- Leyendo a Queiroz (1962)
- Oyendo a Verdi (1963)
- Momojigari (1964)
- Vestida y alborotada (1965)
- Los lunes salchichas (1967)
- Tres desenlaces (1967)
- El día del juicio (1967)
- Musas latinas (1969)
- Juegos de invierno (1970)
- Viento del sur (1970)
- Bosque de estatuas (1971)
- Real de Catorde (1979)
- Leyendo a Maugham (1980)
- Pudo haber sucedido en Verona (estreno 1982)
- La pesca milagrosa (1987)
- Pellizque en otras partes (1987)
- Pláticas de familia (1988)
- Cruzan como botellas alambradas (1988)
- Una vejez tranquila (1988)